# Adam Holzman
Adam Holzman (* 1. září 1960) je americký kytarista věnující se klasické hudbě. Na kytaru začal hrát ve svých sedmiletech a jeho prvním učitelem byl jeho bratr Bruce. Později byl jeho učitelem například Eliot Fisk. Kromě aktivního vystupování se věnuje také pedagogické činnosti (například na Texaské univerzitě v Austinu). Vydal také několik alb.